# 파인애플 익스프레스
《파인애플 익스프레스》(영어: Pineapple Express)는 데이비드 고든 그린이 감독을 맡은 2008년에 개봉한 미국의 대마초 액션 코미디 영화로, 세스 로건과 에번 골드버그가 각본을 썼고 로건과 제임스 프랭코가 주연을 맡았다. 이전에 로건, 골드버그와 함께 《사고친 후에》, 《슈퍼배드》 작업을 하였던 프로듀서 저드 애퍼토는 스토리 개발을 도와, 부분적으로 버디 영화의 영감을 주었다. 제임스 프랭코는 이 영화에서의 연기로 골든 글러브 상 후보에 오르기도 하였다.

## 출연
- 세스 로건 - 데일 덴턴(Dale Denton)
- 제임스 프랭코 - 솔 실버(Saul Silver)
- 대니 맥브라이드 - 레드(Red)
- 케빈 코리건 - 부들로프스키(Budlofsky)
- 크레이그 로빈슨 - 매티슨(Matheson)
- 게리 콜 - 테드 존스(Ted Jones)
- 로지 페레스 - 경찰관 캐럴 브레이저(Carol Brazier)
- 켄 정 - 켄(Ken)
- 앰버 허드 - 앤지 앤더슨(Angie Anderson)
- 에드 베글리 주니어 - 로버트 앤더슨(Robert Anderson)
- 노라 던 - 섀넌 앤더슨(Shannon Anderson)
- 조 로 트루글리오 - 교사 에드워즈 (Edwards)
- 클레오 킹 - 학교 보호 경찰 바버(Barber)
- 빌 헤이더 - 밀러(Miller) 이등병
- 제임스 리마 - 브랫 장군(Bratt)